# Barbara Dickson

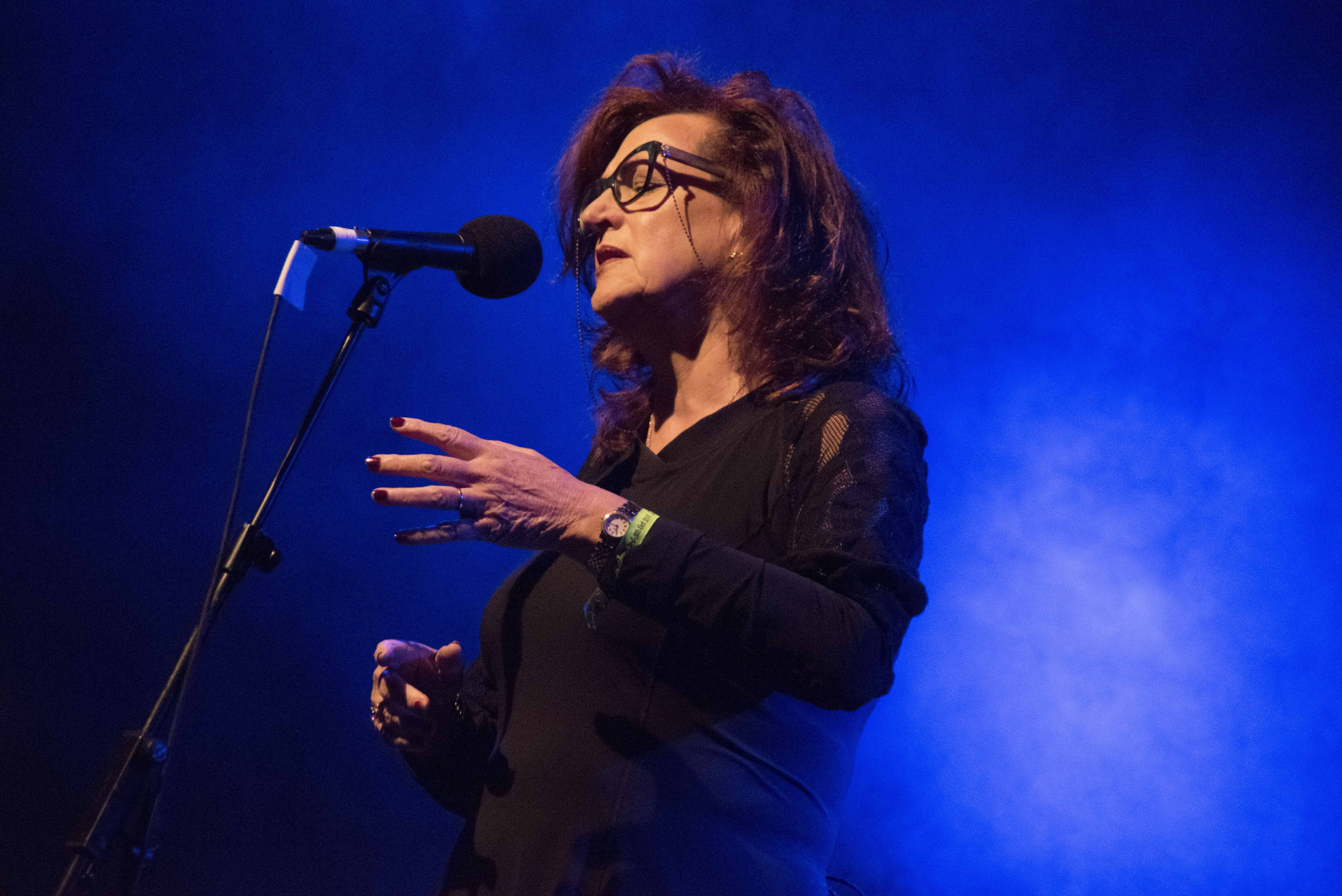
Barbara Dickson (2015)

Barbara Ruth Dickson, OBE (* 27. September 1947 in Dunfermline, Schottland) ist eine britische Sängerin, Musikerin und Schauspielerin.

## Karriere
Dicksons Gesangskarriere begann 1964 in Folk-Clubs. Ihre erste kommerzielle Aufnahme entstand im Jahr 1968, das erste Soloalbum Do Right Woman erschien 1970. Sie wurde zu einem bekannten Gesicht in der britischen Folkszene der späten 1960er und frühen 1970er Jahre. Ab 1976 war Dickson auch in den britischen Popcharts zu finden. Sie etablierte sich mit ihrer „eindrucksvollen Stimme als Pop- und Balladen-Interpretin“. Mit Answer Me – komponiert von Gerhard Winkler und bereits 1953 ein Nummer-eins-Hit in GB – kam sie 1976 auf Platz 9 der Hitparade, ihr erster von zwei Top-10-Hits. Im gleichen Jahr nahm sie die Originalversion des aus dem Musical Evita bekannten Liedes Another Suitcase in Another Hall auf. Ihr wohl bekanntester Solohit, January – February, stammt aus dem Jahr 1980 und war auch international erfolgreich. Zusammen mit Elaine Paige sang Dickson außerdem I Know Him so Well, das aus dem Musical Chess stammt. 1985 kam das Lied bis auf Platz 1 der britischen Charts und ist bis heute laut Guinness Book of Records das meistverkaufte weibliche Duett. Sehr erfolgreich war Dickson auch in den Albumcharts, wo sie von 1977 bis in die 1990er Jahre hinein über ein Dutzend Alben platzieren konnte, darunter drei in den Top 10.
Des Weiteren sang Barbara Dickson in mehreren Musicals. Mit Blood Brothers hatte sie auch schauspielerischen Erfolg. In den 1990er Jahren war sie vor allem als Schauspielerin tätig.
Dickson ist verheiratet und hat drei Söhne. 2002 wurde ihr der Titel eines Officer of the British Empire verliehen.

## Diskografie

### Alben
| Jahr | Titel                            | Höchstplatzierung, Gesamtwochen, AuszeichnungChartplatzierungen (Jahr, Titel, Platzierungen, Wochen, Auszeichnungen, Anmerkungen) | Höchstplatzierung, Gesamtwochen, AuszeichnungChartplatzierungen (Jahr, Titel, Platzierungen, Wochen, Auszeichnungen, Anmerkungen) | Höchstplatzierung, Gesamtwochen, AuszeichnungChartplatzierungen (Jahr, Titel, Platzierungen, Wochen, Auszeichnungen, Anmerkungen) | Anmerkungen |
| Jahr | Titel                            | DE | CH | UK | Anmerkungen |
| ---- | -------------------------------- | --- | --- | --- | --- |
| 1977 | Morning Comes Quickly            | — | — | UK58 (1 Wo.)UK | Erstveröffentlichung: 23. Mai 1977 Produzent: Mentor Williams                                                   |
| 1980 | The Barbara Dickson Album        | — | — | UK7 Gold · (12 Wo.)UK | Erstveröffentlichung: 4. April 1980 Produzent: Alan Tarney                                                      |
| 1981 | You Know It’s Me                 | — | — | UK39 (6 Wo.)UK | Erstveröffentlichung: 8. Mai 1981 Produzent: Alan Tarney                                                        |
| 1982 | All for a Song                   | — | — | UK3 Platin · (38 Wo.)UK | Erstveröffentlichung: 15. Januar 1982 Produzent: Alan Tarney                                                    |
| 1983 | Tell Me It’s Not True            | — | — | UK100 (1 Wo.)UK | Erstveröffentlichung: 1983 Minialbum mit 5 Liedern aus Willy Russells Musical Blood Brothers                    |
| 1984 | Heartbeats                       | — | — | UK21 (8 Wo.)UK | Erstveröffentlichung: 18. Juni 1984 Produzenten: Alan Tarney, David Lord, Del Newman, Gus Dudgeon, Nicky Graham |
| 1985 | Gold                             | — | — | UK11 Platin · (18 Wo.)UK | Erstveröffentlichung: 18. November 1985 Produzent: Pip Williams                                                 |
| 1986 | The Right Moment                 | — | — | UK39 Gold · (8 Wo.)UK | Erstveröffentlichung: 24. November 1986 Produzenten: Del Newman, Ian Lynn                                       |
| 1989 | Coming Alive Again               | — | — | UK30 (7 Wo.)UK | Erstveröffentlichung: 24. April 1989                                                                            |
| 1992 | Don’t Think Twice It’s All Right | — | — | UK32 (5 Wo.)UK | Erstveröffentlichung: 3. August 1992 Produzenten: Ian Lynn, Barbara Dickson                                     |
| 1994 | Parcel of Rogues                 | — | — | UK30 (4 Wo.)UK | Erstveröffentlichung: 21. Februar 1994 Produzent: Pip Williams                                                  |
| 1995 | Dark End of the Street           | — | — | UK94 (1 Wo.)UK | Erstveröffentlichung: 13. November 1995 Produzenten: Barbara Dickson, Bernard Theobald, Pip Williams            |

grau schraffiert: keine Chartdaten aus diesem Jahr verfügbar
Weitere Alben
| - 1969: The Fate O’ Charlie (mit Archie Fisher und John MacKinnon) - 1970: Thro’ the Recent Years (mit Archie Fisher) - 1970: Do Right Woman - 1971: From the Beggar’s Mantle … Fringed with Gold - 1976: Answer Me (UK: Silber) - 1978: Sweet Oasis - 1982: Here We Go – Live on Tour - 1987: After Dark (live) - 1998: The 7 Ages of Woman - 2002: For The Record (2 CDs, 1 live) - 2004: Full Circle - 2006: Nothing’s Gonna Change My World: The Songs of Lennon, McCartney and Harrison - 2008: Time & Tide - 2009: Barbara Dickson in Concert (2 CDs) | - 2011: Words Unspoken - 2013: B4 Seventy-Four – The Folkclub Tapes (2 CDs) - 2013: To Each & Everyone: The Songs of Gerry Rafferty - 2014: Barbara Dickson & Rab Noakes – Reunited (Minialbum) - 2014: Winter - 2016: More Brecht Than Broadway: Complete Theatre Recordings (4-CD-Boxset) - 2016: Live in Concert 1976 & 1977 (CD plus DVD) - 2017: Five Songs (Minialbum) - 2017: In Good Company – Live 2017 (2 CDs) - 2018: Through Line (mit Carducci String Quartet) - 2020: Time Is Going Faster - 2021: Ballads and Blether - Live in Glasgow (CD/DVD) - 2023: My Own Adventure - 2024: 47 Years Later : Live in Concert (2 CDs) |

### Kompilationen
| Jahr | Titel                                                 | Höchstplatzierung, Gesamtwochen, AuszeichnungChartplatzierungen (Jahr, Titel, Platzierungen, Wochen, Auszeichnungen, Anmerkungen) | Höchstplatzierung, Gesamtwochen, AuszeichnungChartplatzierungen (Jahr, Titel, Platzierungen, Wochen, Auszeichnungen, Anmerkungen) | Höchstplatzierung, Gesamtwochen, AuszeichnungChartplatzierungen (Jahr, Titel, Platzierungen, Wochen, Auszeichnungen, Anmerkungen) | Anmerkungen                                              |
| Jahr | Titel                                                 | DE | CH | UK | Anmerkungen                                              |
| ---- | ----------------------------------------------------- | --- | --- | --- | -------------------------------------------------------- |
| 1985 | The Barbara Dickson Songbook                          | — | — | UK5 Gold · (19 Wo.)UK | Erstveröffentlichung: 22. Dezember 1984                  |
| 1986 | The Very Best of Barbara Dickson                      | — | — | UK78 (8 Wo.)UK | Erstveröffentlichung: 3. November 1986                   |
| 1992 | Together – The Best of Elaine Paige & Barbara Dickson | — | — | UK22 (9 Wo.)UK | Erstveröffentlichung: 16. November 1992 mit Elaine Paige |
| 2004 | The Platinum Collection                               | — | — | UK35 (3 Wo.)UK | Erstveröffentlichung: 8. März 2004                       |

Weitere Kompilationen
- 1981: I Will Sing
- 1982: Barbara Dickson
- 1987: The Collection (2 LPs)
- 1989: The Love Songs
- 1991: The Best of Barbara Dickson
- 1991: Now and Then
- 1994: Somebody Counts on Me
- 1994: Tenderly
- 1996: The Best of Barbara Dickson (UK: Gold)
- 1996: The World of Barbara Dickson
- 2002: Trilogy (Box mit 3 CDs)
- 2003: Memories
- 2003: Changing Times (2 CDs)
- 2006: January February – The Best of Barbara Dickson (2 CDs)
- 2007: The Collection
- 2011: The Essential Barbara Dickson (2 CDs)

### Singles
| Jahr | Titel Album                                  | Höchstplatzierung, Gesamtwochen, AuszeichnungChartplatzierungen (Jahr, Titel, Album, Platzierungen, Wochen, Auszeichnungen, Anmerkungen) | Höchstplatzierung, Gesamtwochen, AuszeichnungChartplatzierungen (Jahr, Titel, Album, Platzierungen, Wochen, Auszeichnungen, Anmerkungen) | Höchstplatzierung, Gesamtwochen, AuszeichnungChartplatzierungen (Jahr, Titel, Album, Platzierungen, Wochen, Auszeichnungen, Anmerkungen) | Anmerkungen |
| Jahr | Titel Album                                  | DE | CH | UK | Anmerkungen |
| ---- | -------------------------------------------- | --- | --- | --- | --- |
| 1976 | Answer Me                                    | — | — | UK9 (7 Wo.)UK | Erstveröffentlichung: 20. November 1975 Autoren: Gerhard Winkler, Fred Rauch englischer Text: Carl Sigman, Original: Leila Negra, 1952 |
| 1977 | Another Suitcase in Another Hall Evita       | — | — | UK18 (7 Wo.)UK | Erstveröffentlichung: 7. Februar 1977 aus dem Musical Evita Musik: Andrew Lloyd Webber, Text: Tim Rice                                 |
| 1980 | Caravan Song All for a Song                  | — | — | UK41 (7 Wo.)UK | Erstveröffentlichung: 7. Dezember 1979 aus dem Film Caravans Mike Batt feat. Barbara Dickson, Autor: Mike Batt                         |
| 1980 | January – February The Barbara Dickson Album | DE12 (18 Wo.)DE | — | UK11 (10 Wo.)UK | Erstveröffentlichung: 25. Januar 1980 Autor: Alan Tarney                                                                               |
| 1980 | In the Night The Barbara Dickson Album       | — | — | UK48 (2 Wo.)UK | Erstveröffentlichung: 26. Mai 1980 Autor: Barbara Dickson                                                                              |
| 1984 | Keeping My Love for You Heartbeats           | — | — | UK97 (2 Wo.)UK | Erstveröffentlichung: 27. Februar 1984 Autor: Alan Tarney                                                                              |
| 1984 | I Know Him so Well Gold                      | DE22 (8 Wo.)DE | CH7 (9 Wo.)CH | UK1 Gold · (17 Wo.)UK | Erstveröffentlichung: 1. Dezember 1984 mit Elaine Paige, aus dem Musical Chess Autoren: Benny Andersson, Björn Ulvaeus, Tim Rice       |
| 1986 | Time After Time The Right Moment             | — | — | UK78 (4 Wo.)UK | Erstveröffentlichung: 26. September 1986 Titellied der TV-Serie Animal Squad Autoren: Robert Howes, Rod Argent                         |
| 1995 | Love Hurts Dark End of the Street            | — | — | UK99 (2 Wo.)UK | Erstveröffentlichung: 3. April 1995 Autoren: Barbara Dickson, Bernard Theobald                                                         |

Weitere Singles
| - 1974: Here Comes the Sun (Original: The Beatles, 1969) - 1975: Blue Skies - 1976: People Get Ready - 1976: Out of Love with Love - 1977: Lover’s Serenade - 1977: I Could Fall - 1978: City to City - 1978: Fallen Angel - 1979: Come Back with the Same Look in Your Eyes - 1980: It’s Really You - 1981: Only Seventeen - 1981: My Heart Lies - 1981: Run Like the Wind - 1982: Take Good Care - 1982: I Believe in You | - 1982: Greatest Original Hits – 4 Track EP - 1982: Here We Go - 1983: Stop in the Name of Love (Original: The Supremes, 1965) - 1983: Tell Me It’s Not True - 1984: I Don’t Believe in Miracles - 1985: Still in the Game - 1986: If You’re Right - 1987: I Think It’s Going to Rain Today - 1988: Only a Dream in Rio - 1989: Coming Alive Again - 1991: Tears of Rage (Remix) - 1992: Don't Think Twice It's All Right (Original: Bob Dylan, 1963) - 1992: Blowin’ in the Wind (Original: Bob Dylan, 1963) - 2020: Where Shadows Meet The Light |